# DAF
DAF este o companie constructoare de camioane (anterior și de mașini) din Olanda.

## Modele

### LF

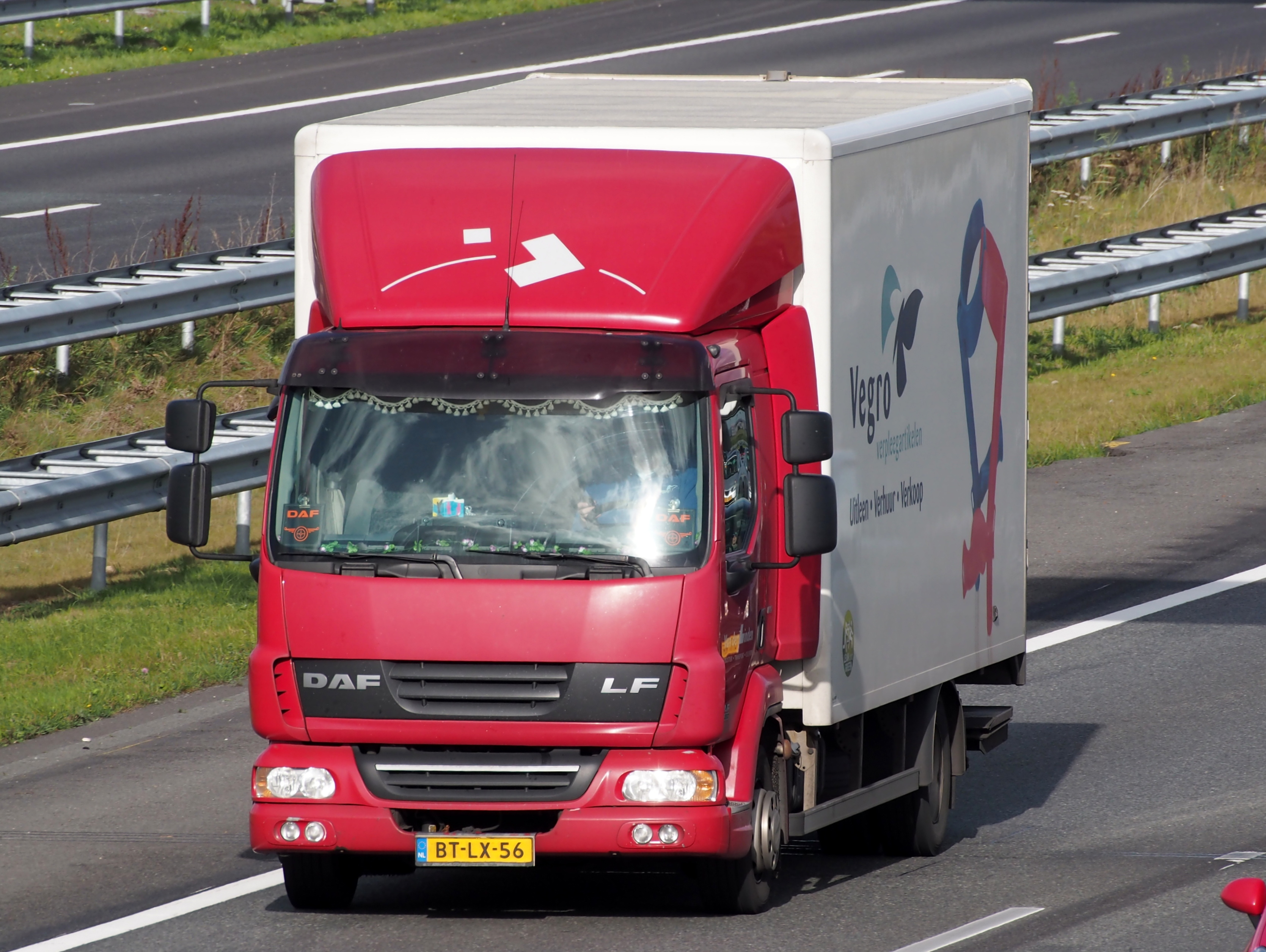
DAF LF autocamion furgon

- Autocamion
  - 2 axe

### CF

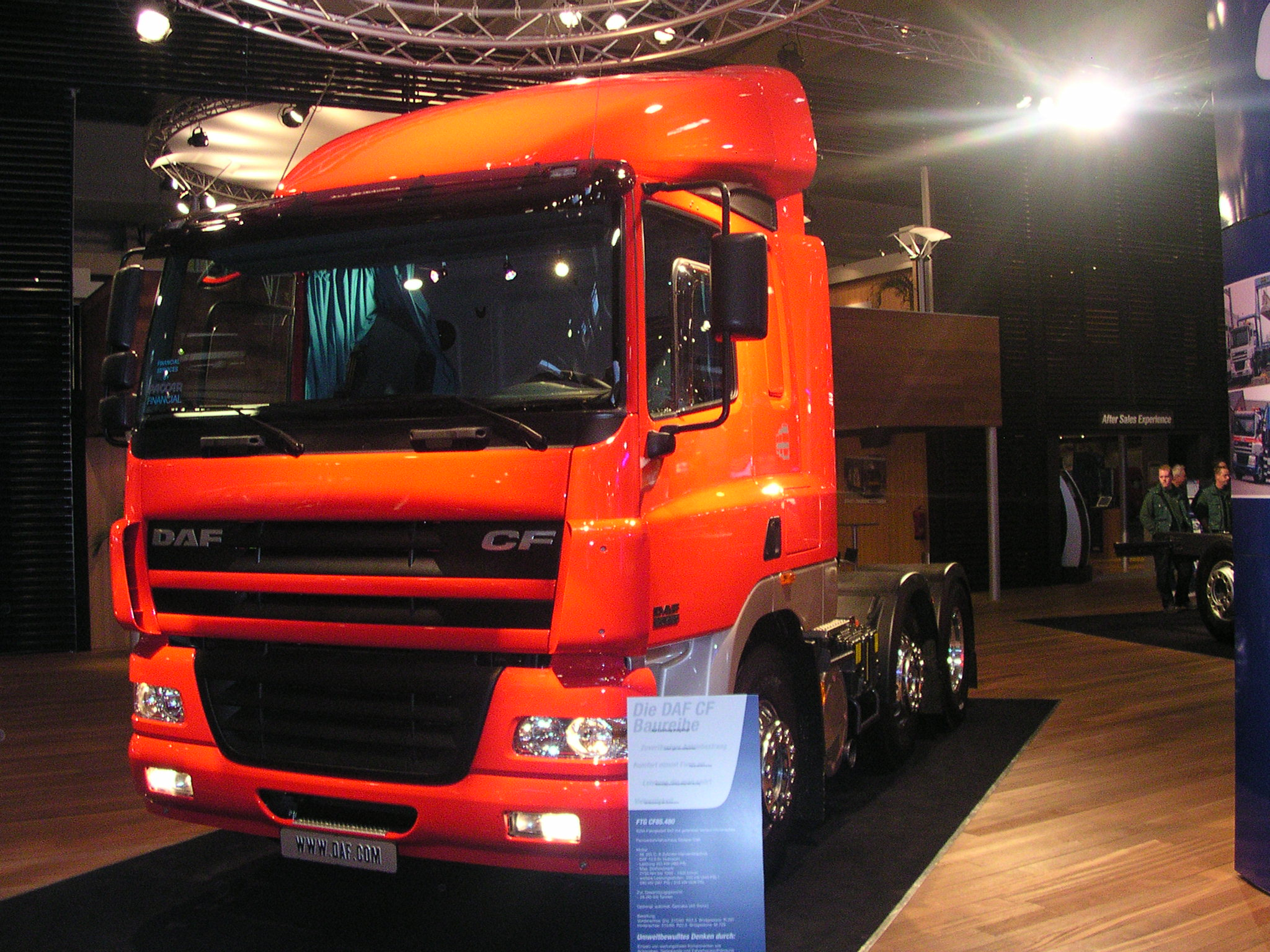
DAF CF cap tractor

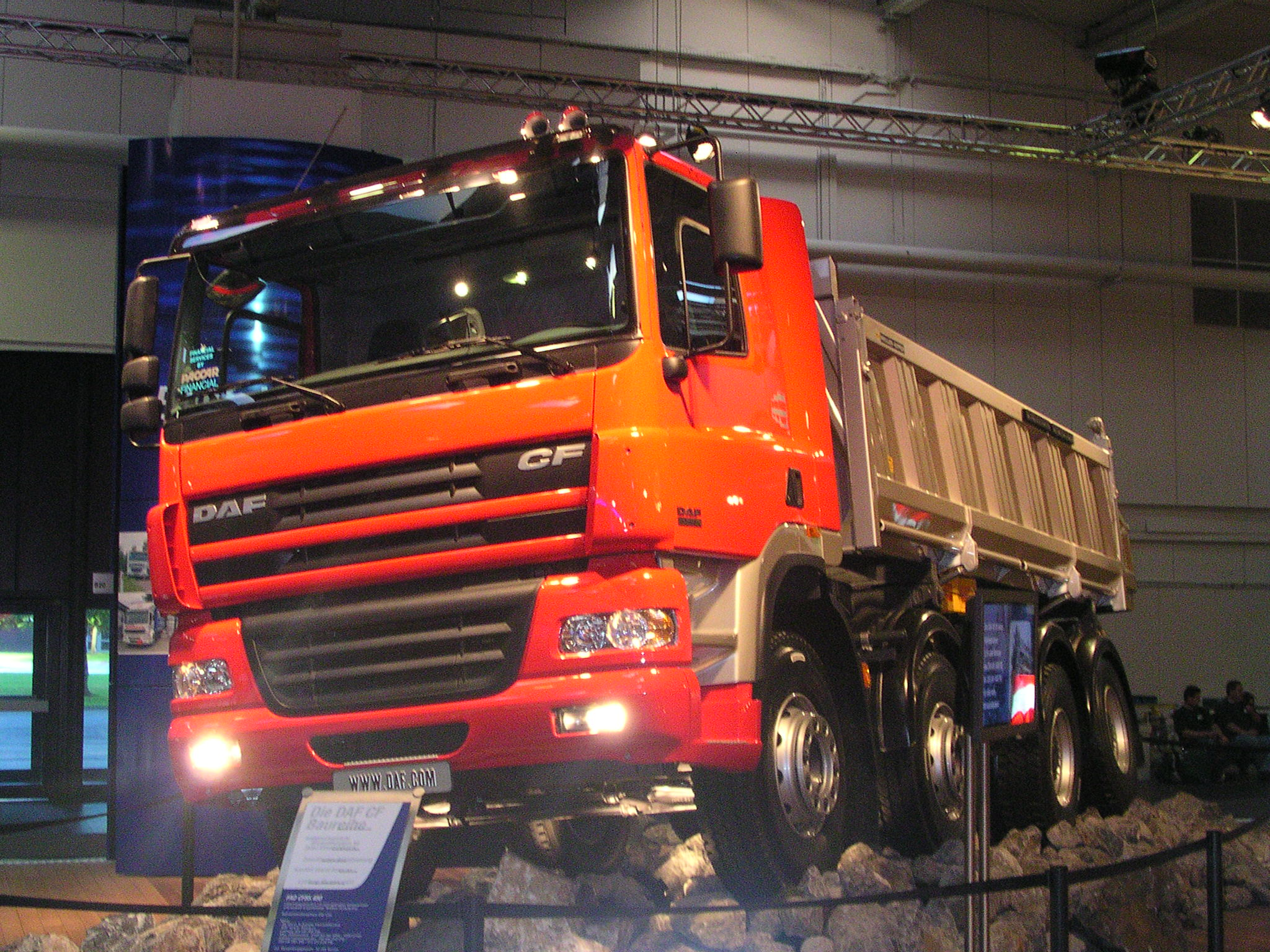
DAF CF autobasculantă

- Cap tractor
  - 2, 3, 4 axe
- Autocamion
  - 2, 3, 4 axe

### XF

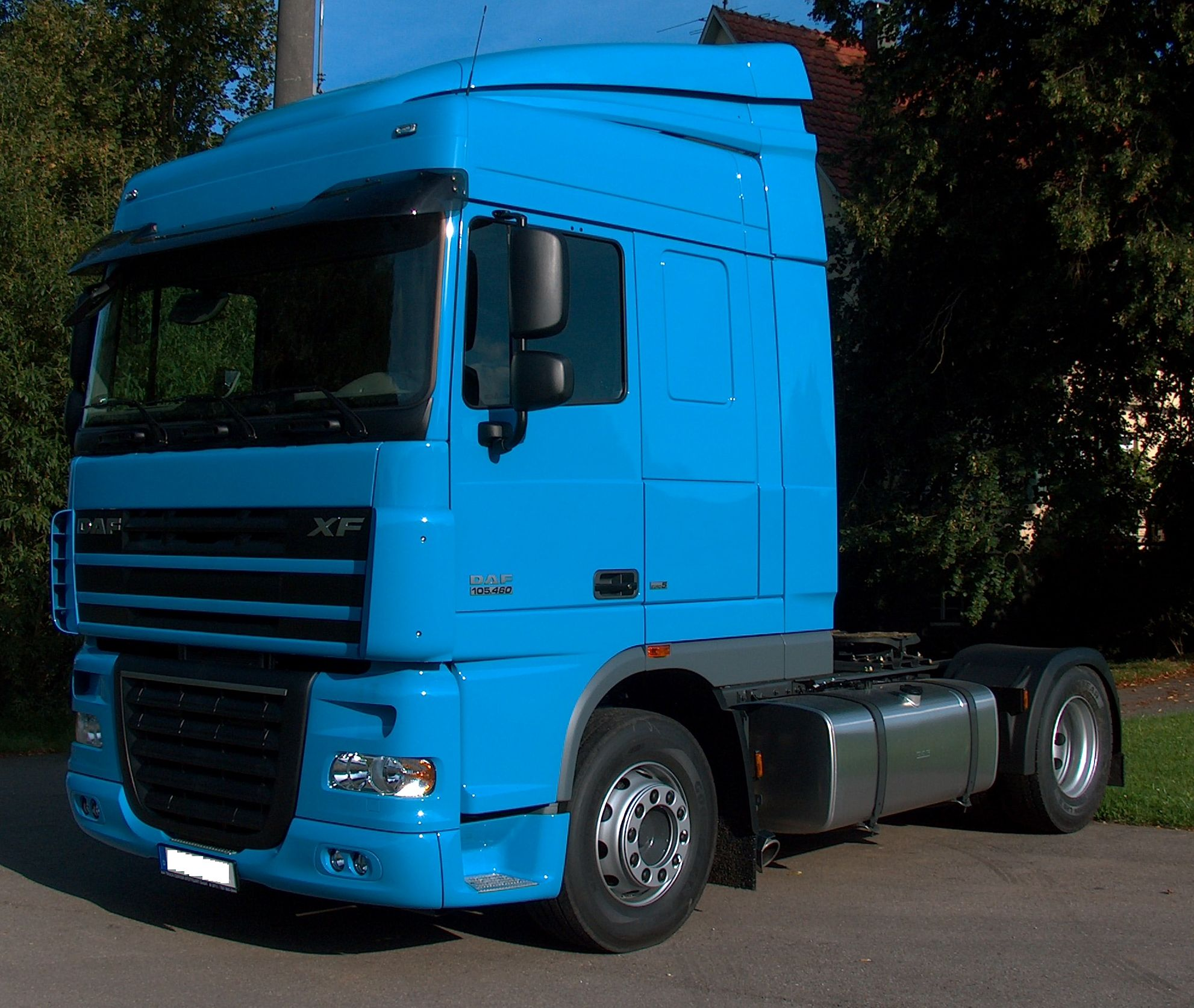
DAF XF cap tractor

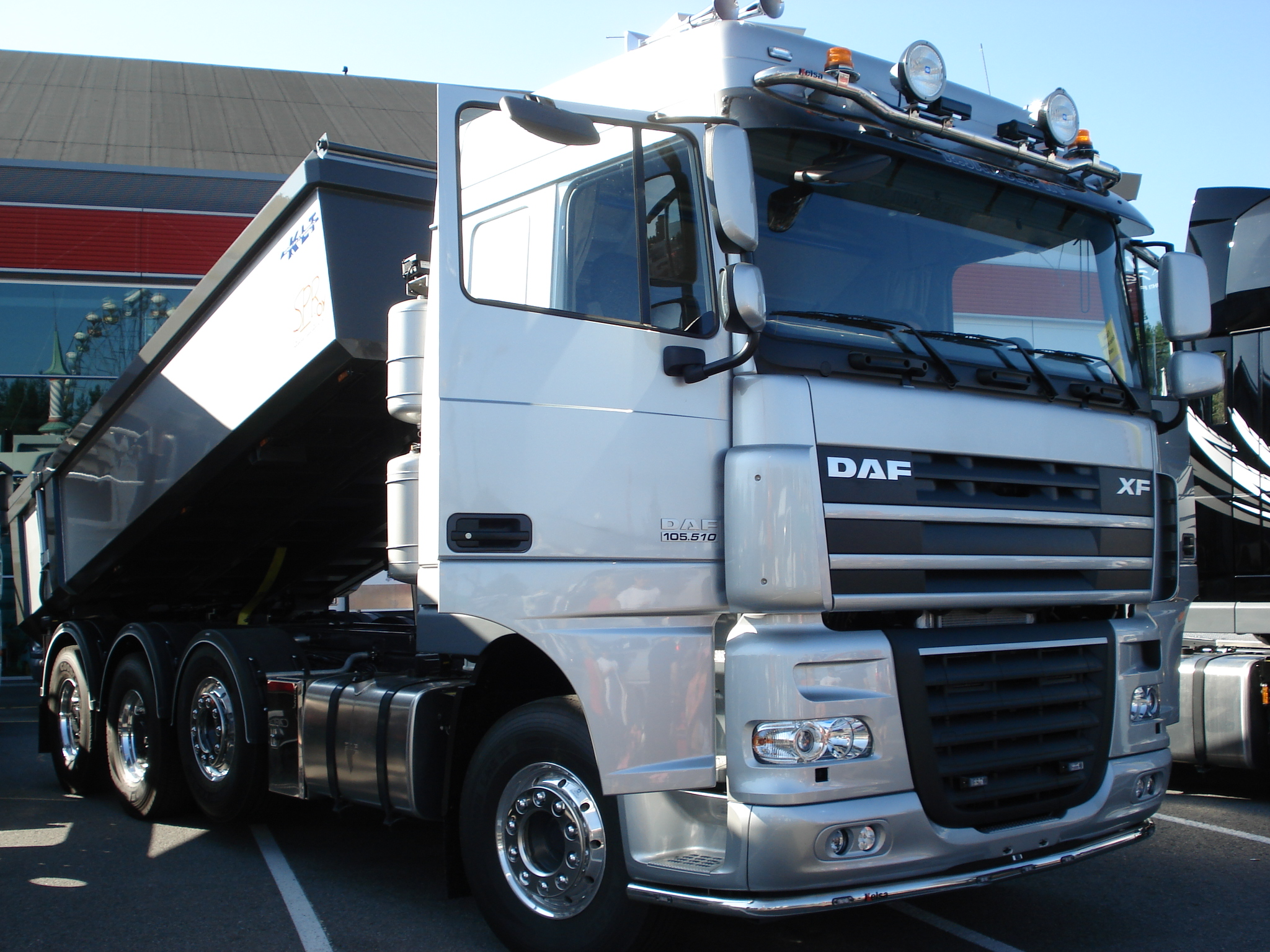
DAF XF autobasculantă

- Cap tractor
  - 2, 3, 4 axe
- Autocamion
  - 2, 3, 4 axe

1. ↑  Q123294566, accesat în 1 martie 2024
2. ↑  RKDartists, accesat în 1 martie 2024